# 鹿児島県立種子島実業高等学校
鹿児島県立種子島実業高等学校（かごしまけんりつ たねがしまじつぎょうこうとうがっこう）は、鹿児島県西之表市西之表に2008年（平成20年）まで設置されていた県立の高等学校。（旧）種子島高等学校との統合校として2006年（平成18年）に開校した鹿児島県立種子島高等学校への移行に伴い、2008年（平成20年）3月の在校生卒業をもって閉校した。

## 設置学科
- 生物生産科
- 電気科
- 生活文化科

## 沿革
- 1904年3月 - 現榕城小学校敷地内に熊毛郡立種子島農林学校として創設。
- 1923年4月 - 北種子村立種子島農林学校に改称。
- 1930年10月 - 町立の鹿児島県種子島農林学校に改称。
- 1937年4月 - 現在地に移転。
- 1946年7月 - 鹿児島県立種子島農林学校に改称。
- 1948年4月 - 鹿児島県種子島高等学校第一部となる。
- 1951年4月 - 鹿児島県立種子島農業高等学校に改称。
- 1954年4月 - 鹿児島県立種子島実業高等学校に改称。
- 2006年 - 生徒募集を停止、鹿児島県立種子島高校との統合校である鹿児島県立種子島高等学校へ移行。
- 2008年3月 - 閉校[1]。